# Herrenchiemsee

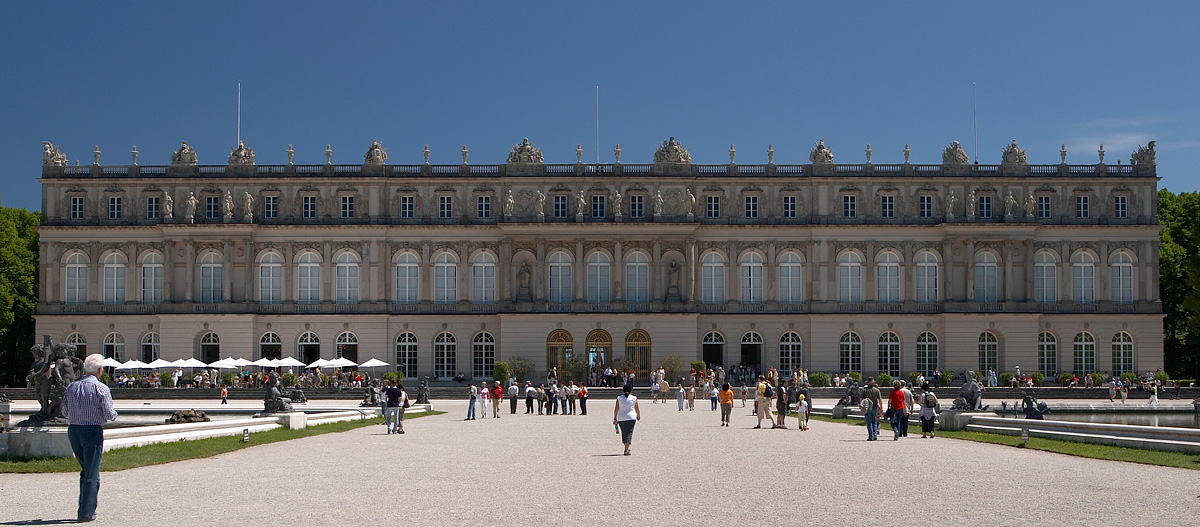
Zahradní fasáda zámku Herrenchiemsee

Herrenchiemsee je zámek, nacházející se na stejnojmenném ostrově Herrenchiemsee, ležícím na Chiemském jezeře v jižním Bavorsku. Jeho budovu nechal postavit bavorský král Ludvík II. podle vzoru francouzského zámku Versailles v letech 1878–1886. Návrh stavby, která byla vybudována v historizujícím slohu, vypracoval architekt Georg von Dollmann, provedení poté převzal jeho kolega Julius Hofmann. Zámek byl posledním z několika stavebních projektů Ludvíka II., on sám zde bydlel pouze několik dní. Po jeho smrti v roce 1886 se v další plánované stavbě nepokračovalo, a Herrenchiemsee je dodnes nedokončený, nachází se zde celkem 50 nedodělaných místností.
Budova a její okolí dnes spadá pod zvláštní oddělení bavorského ministerstva financí, nazývaného Bayerische Verwaltung der staatlichen Schlösser, Gärten und Seen a je přístupná veřejnosti, v jejím jižním křídle se nachází od roku 1987 Muzeum krále Ludvíka II. V červenci 2025 byl spolu s dalšími zámky Linderhof, Schachen a Neuschwanstein zapsán na seznam světového dědictví UNESCO v rámci položky „Paláce krále Ludvíka II. Bavorského“.

## Historie ostrova

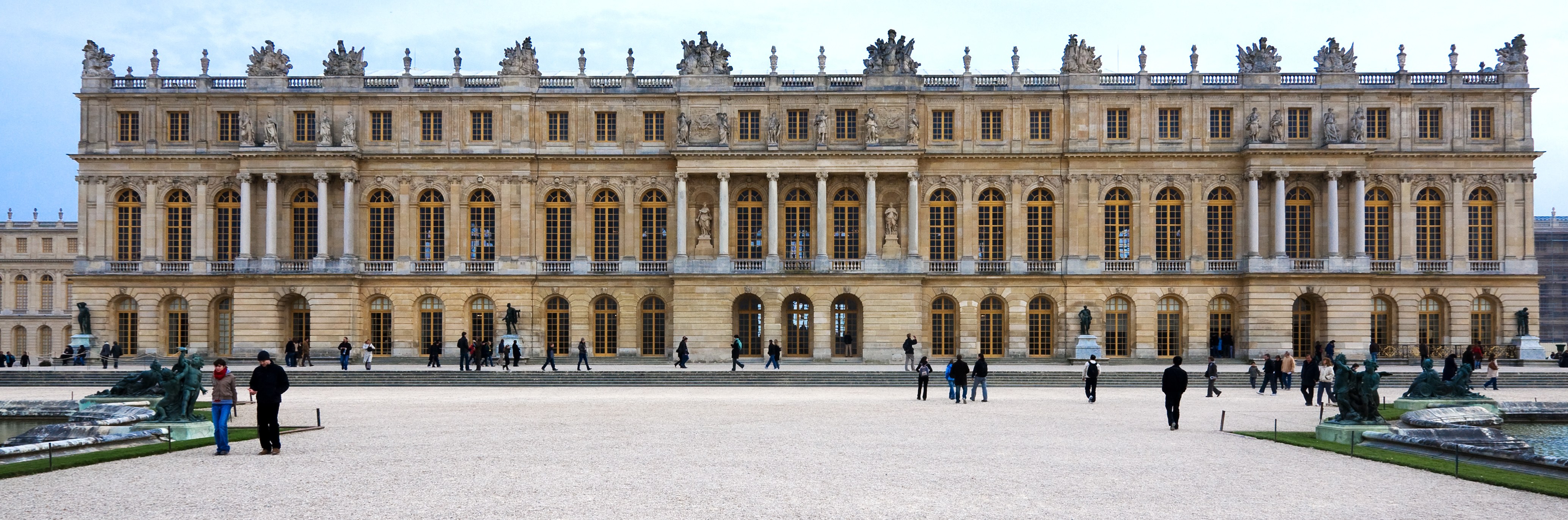
Zámek ve Versailles, předloha pro Herrenchiemsee

Ostrov Herrenchiemsee, známý také pod názvy Herreninsel a dříve Herrenwörth, se nacházel od středověku ve vlastnictví kláštera Herrenchiemsee, spadajícího pod biskupství Chiemsee. Budova klášterního konventu ležela v severní části ostrova. Po sekularizaci v roce 1803 a následném prodeji připadl klášter mannheimskému obchodníkovi Carlovi von Lüneschloß. Dřívější budova kláštera byla v následujícím roce dílem rozebrána, dílem přebudována na takzvaný Starý zámek Herrenchiemsee. Zámek i ostrov vlastnil v letech 1840 až 1870 hrabě von Hunoltstein, který roku 1870 nabídl pozemky ke koupi. Kupcem se stala dřevozpracující společnost sídlící ve Württembersku, která usilovala o vykácení celého ostrova. Tato plánovaná akce se setkala s odporem místního obyvatelstva a narazila i na odpor v místním tisku, čehož si byl vědom i bavorský král Ludvík II.
Mladý král podnikl v létě roku 1867 cestu po Francii a návštěvu zámku ve Versailles měla být jedním z jejích vrcholů. Avšak nenadálá smrt jeho strýce Oty přinutila krále k návratu a tak palác, jehož historie ho již roky intenzivně zaměstnávala, nespatřil. V prosinci 1868 si nechal poprvé král od George von Dollmanna předložit návrhy na výstavbu svého útočiště, zpracované podle vzoru tohoto francouzského zámku. Jako místo pro stavbu bylo vybráno údolí v blízkosti plánovaného zámku Linderhof. Tento projekt byl označován jako Meicost Ettal nebo také Tmeicos Ettal, obojí je anagramem údajného výroku francouzského krále Ludvíka XIV., který zněl: „L'état c'est moi“ (Stát jsem já).
Plány na tuto výstavbu nechal Ludvík II. několikrát přepracovat a nakonec stavbu kvůli nedostatku místa na tomto místě odložil. V létě 1874 navštívil konečně zámek ve Versailles a návštěva v něm zanechala hluboký dojem. Za 350 000 guldenů zakoupil ostrov Herreninsel na Chiemském jezeře a zámek, který by kopíroval Versailles se rozhodl postavit zde.

## Interiéry

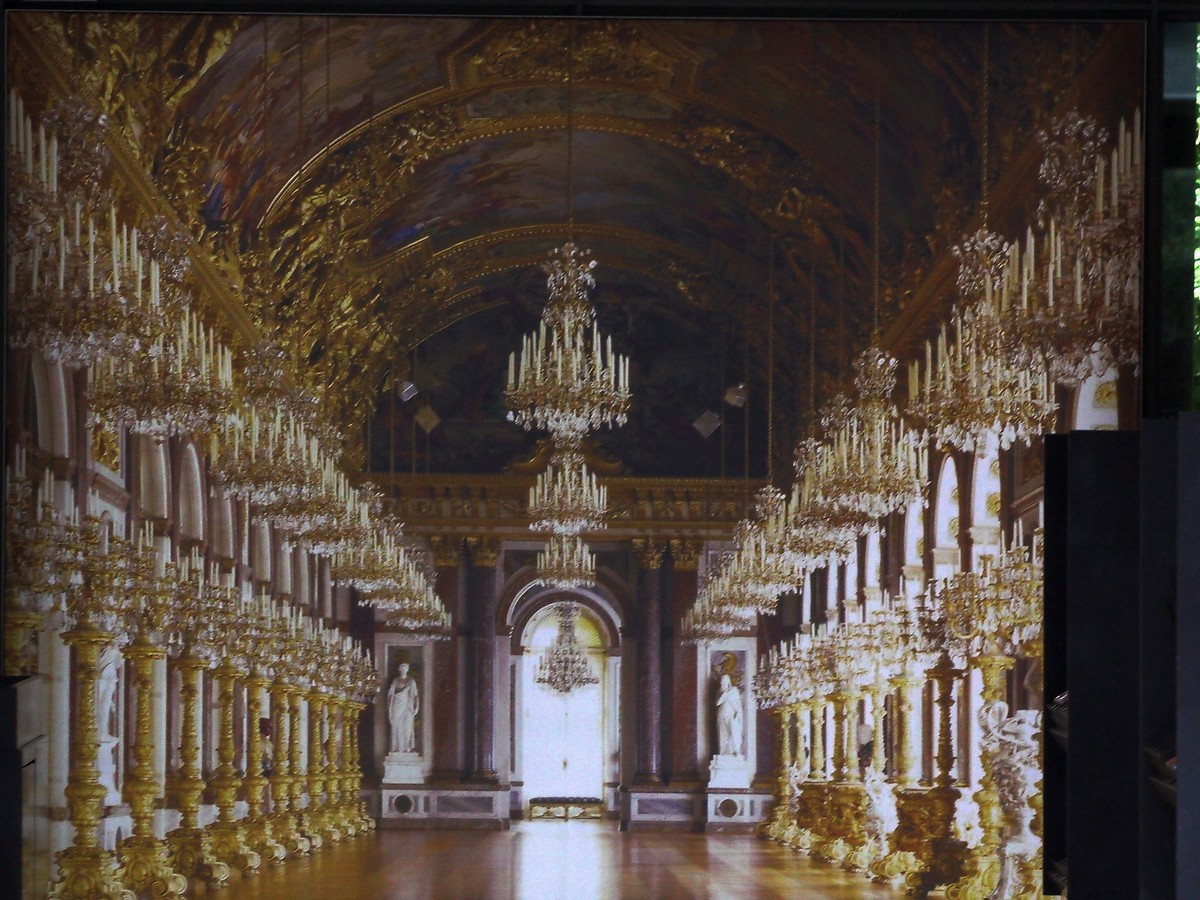
Zrcadlová síň zámku

Za krále Ludvíka II. se nacházely dokončené interiéry téměř výhradně v prostředním patře zámku. Půdní prostory a přízemí zůstávaly tenkrát ve stádiu hrubé stavby bez vybavení. Výjimkou byl pouze vestibul, mramorová koupelna s přilehlou šatnou a prostor v přízemí, který sloužil k mechanické obsluze jídelny nad ním. Zařizování pokojů a salónů probíhalo ve dvou obdobích: nové reprezentační pokoje podle vzoru Versailles vybavil Georg von Dollmann do roku 1881, obývací místnosti pro krále vytvořili Julius Hofmann a Franz Paul Stulberger do roku 1885. Obrazy pro zámek namalovali mimo jiné Wilhelm Hauschild, Ferdinand von Piloty a Franz Widnmann. Ludvík II. nechal umělce, kteří na výzdobě zámku pracovali odcestovat do Versailles, aby mohli svůj vzor studovat přímo na místě.
Zrcadlová síň je zde delší než ve Versailles, dohromady měří 75 metrů. V koupelně se nachází vana s objemem 7 tisíc litrů vody, která je ohřívána topením pod mramorovou podlahou.